# The 7th Guest
The 7th Guest, lançado em 1993 pela Virgin Games, é um jogo eletrônico de quebra-cabeça Foi um dos primeiros jogos de computador a serem lançados apenas em CD-ROM. The 7th Guest é uma história de horror narrada sob a perspectiva do jogador, que sofreu amnésia. O jogo recebeu grande atenção da mídia por fazer vídeos clips live-ation uma parte central na sua jogabilidade, pela sua até então inédita quantidade de gráficos 3D pré-renderizados, e por seu conteúdo adulto. Além disso, o jogo foi um sucesso, com mais de 2 milhões de cópias vendidas, e é normalmente considerado como uma "Killer App" (aplicação matadora) que acelerou as vendas de drivers de CD-ROM.
Em 1995, recebeu uma sequência: The 11th Hour

## Jogabilidade
O jogo é baseado na exploração da mansão, resolvendo problemas de lógica e vendo os vídeos para avançar na história. O principal antagonista, Henry Stauf, é uma constante ameaça, escarnecendo o jogador com dicas, ridicularizando o jogador quando ele erra os quebra-cabeças ("Nós vamos estar todos mortos quando você resolver isso!"), e expressando seu descontentamento quando o jogador os resolve ("Não pense que você terá tanta sorte na próxima vez!").

## História
A história gira em torno de um homem chamado Henry Stauf. Stauf era uma pessoa normal; assim como várias pessoas durante a Grande Depressão, ele não tinha dinheiro, e se tornou um viajante e ladrão. Mas uma noite, na cidade de Harley-on-the-Hudson, ele matou uma mulher indefesa, batendo na cabeça dela com um martelo, para poder roubar sua carteira.

## Personagens
- Henry Stauf (actor Robert Hirschboeck)
- Ego (voice of Michael Mish)
- Tad (actor Douglas Knapp)
- Martine Burden (Guest one) (actress Debra Ritz Mason)
- Edward and Elinor Knox (Guests two and three) (actors Larry Roher and Jolene Patrick)
- Julia Heine (Guest four) (actress Julia Tucker)
- Brian Dutton (Guest five) (actor Michael Pocaro)
- Hamilton Temple (Guest six) (actor Ted Lawson)

## Produção
- Graeme Devine - Lead Programmer, Designer and Founder
- Rob Landeros - Art Diretor and Founder
- Stephen Clarke-Willson Executive Producer
- Dave Luehmann - Producer
- Robert Stein III - Lead Artist / Animator, Design
- Gene Bodio - freelance 3D artist
- Alan Iglasias - freelance 3D artist
- Matthew Costello - freelance Writer
- George Sanger - Music

## Recepção e crítica

### Prêmios
The 7th Guest won the following awards:[carece de fontes?]
- 1995 Interative Academy/Cybermania Awards- Best CD Game
- 1994 Multimedia World Readers' Choice Award- Best Entertainment Title
- 1994 Computer Game Review- Golden Triad Award
- 1994 New Media Invision Awards- Award of Excellence
- 1994 New Media Invision Awards- Gold-Creative Excellence for Best Animation/Graphics
- 1994 PC World Class- Best CD-ROM Game / Adult
- 1994 Electronic Entertainment 1st Annual Editors' Choice- Breakthrough Game
- 1994 Computer Gaming World Readers' Poll- No. 1 Rated Game
- 1993 PC Computing- MVP Entertainment Software
- 1993 Game Players PC Entertainment- Special Achievement in Graphics Design
- 1993 British Interative Media- Silver Award